# 国重元恒
国重 元恒（くにしげ もとつね）は、安土桃山時代から江戸時代前期にかけての武将。毛利氏の家臣で長州藩士。国重氏は安芸武田氏の庶流で、安芸国佐東郡国重の国重城を本拠とした国人。父は国重就正。

## 生涯
元亀3年（1572年）または天正2年（1574年）、毛利氏家臣である国重就正の子として生まれる。
天正12年（1584年）12月28日に輝元の加冠を受けて元服し、「元」の偏諱を与えられて「元恒」と名乗った。15歳の時から毛利輝元に近習として仕え始め、文禄元年（1592年）から始まる文禄・慶長の役では、輝元に従って朝鮮へと渡った。朝鮮から帰国した後も輝元に付き従い、聚楽第や大坂、伏見へ赴いた。
慶長5年（1600年）の関ヶ原の戦いで西軍が敗れ、毛利氏が長門・周防2ヶ国に減封されると、輝元にかわって秀就が毛利氏当主となった。慶長6年（1601年）、徳川家康との面会の為に秀就が初めて江戸に赴いた際には、元恒も秀就に従って江戸へ赴いている。
慶長10年（1605年）12月14日、同年の五郎太石事件の後に毛利氏家臣団や有力寺社の総勢820名が連署して毛利氏への忠誠や様々な取り決めを記した連署起請文において、132番目に「國重又右衛門尉」と署名している。
慶長11年（1606年）からは大坂へ7年間滞在し、慶長18年（1613年）に長門国へと帰国した。
慶長19年（1614年）、片桐且元が大坂城を退去して茨木城へ立て籠もったとの報を聞いた輝元は、元恒を茨木城へ派遣して大坂周辺の様子を調べさせた。元恒はこの務めを無事に果たして帰国し褒美を与えられ、大坂の陣では秀就に従い出陣した。
元和4年（1618年）、侍鉄砲の久重久左衛門と河村弥吉、足軽20人を預けられた。元和5年（1619年）に広島藩の福島正則が減転封されると、幕府の命により秀就が岩国へ出馬し、元恒が秀就の供を務めた。また、同年に将軍・徳川秀忠が上洛し、秀忠と面会するため輝元も上洛した。この時、井上元直が供弓として、元恒が供鉄砲として輝元に従った。秀忠との面会後、元恒は御用の為に京に残って輝元の帰国には同行せず、元和6年（1620年）8月に帰国した。
寛永16年（1639年）2月8日に死去。子の就恒が後を継いだ。